# Murski Petrovci
Murski Petrovci (Hongaars: Murapetróc, Prekmurees: Mürski, of Mörski Petrovci, Duits: Petersdorf) is een plaats in Slovenië en maakt deel uit van de gemeente Tišina in de NUTS-3-regio Pomurska. De plaats telde 116 inwoners op 1 januari 2020.